# König von Italien

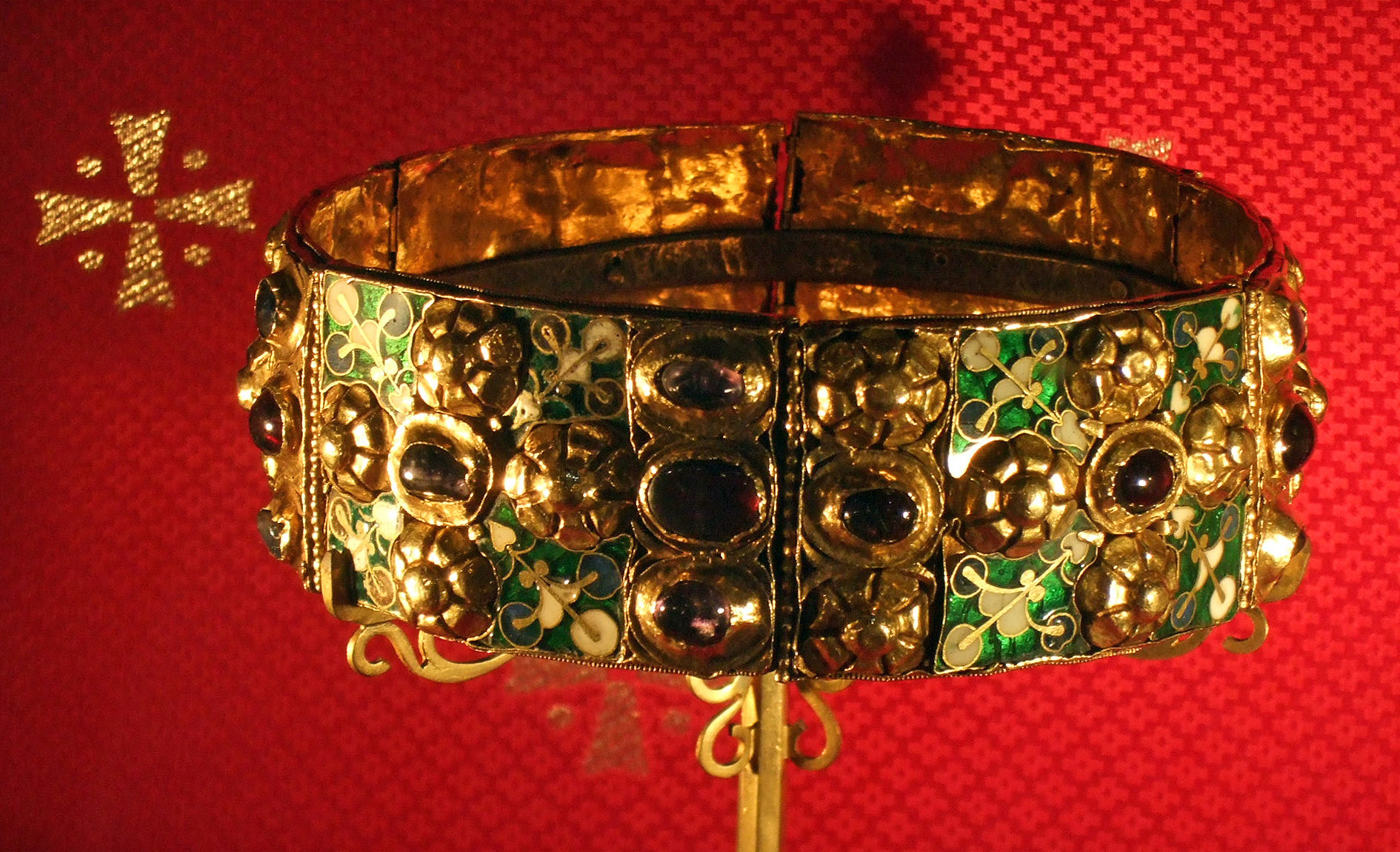
Die Eiserne Krone der Könige von Italien, von den Langobarden bis zu Napoleon

König von Italien (lateinisch Rex Italiae, italienisch Re d’Italia) ist ein Titel, den mehrere Herrscher seit dem Untergang des Römischen Reiches geführt haben. Zwischen dem 6. Jahrhundert und der Einnahme Roms unter Viktor Emanuel II. 1870 hat jedoch kein König über die ganze Apenninhalbinsel regiert.
Nach der Absetzung des weströmischen Kaisers Romulus Augustulus 476 wurde der skirische Heerführer Odoaker vom oströmischen Kaiser Zenon als Verwalter Italiens (Dux Italiae) anerkannt. Später bezeichnete er sich als König (Rex Italiae), obwohl er sich auch weiterhin als (ost-)römischer Offizier verstand. 493 wurde Odoaker vom ostgotischen König Theoderich dem Großen besiegt, welcher sein Herrschergeschlecht, die Amaler, zu Königen über Italien machte. Die ostgotische Dynastie endete 552 mit der Eroberung Italiens durch das Byzantinische Reich.
Doch bereits 568 drangen die Langobarden unter Alboin nach Italien ein und begründeten wieder ein germanisches Reich südlich der Alpen. Ihr Herrschaftsgebiet erstreckte sich über weite Teile Italiens, mit Ausnahme des Exarchats von Ravenna und der ebenfalls byzantinisch verbliebenen Herzogtümer Rom, Venedig, Neapel und Kalabrien.
774 wurden die Langobarden von den Franken unter Karl dem Großen besiegt und der langobardische König Desiderius abgesetzt. Karl der Große nahm mit der Eisernen Krone den Titel Rex Langobardorum („König der Langobarden“) an, der mit „König von Italien“ gleichbedeutend war. In den folgenden Jahrhunderten war dieses Königreich ein Bestandteil des Heiligen Römischen Reichs. Die auf Otto I. folgenden Kaiser wurden auf dem Weg zur Kaiserkrönung in Rom in der lombardischen Stadt Pavia zum König von Italien gekrönt. Dies betraf jedoch nur das sogenannte Reichsitalien im Norden, während im Süden ein Königreich Sizilien und ein Königreich Neapel entstanden.
Zur Zeit der Renaissance war der Titel bedeutungslos geworden. Nach Karl V. wurde kein Kaiser mehr zum König von Italien gekrönt.
1805 wurde Napoleon Bonaparte, bis dahin Präsident der Italienischen Republik, im Mailänder Dom mit der Eisernen Krone zum Oberhaupt des französischen Satellitenstaats namens Königreich Italien gekrönt. Dieses hörte mit der Abdankung Napoleons 1814 auf zu existieren. In den folgenden Jahrzehnten gab es keinen König von Italien mehr. Napoleons 1811 geborener Sohn Napoleon Franz Bonaparte führte bis 1814 den Titel König von Rom.
Der Titel König von Italien wurde im Zusammenhang mit der Vereinigung Italiens zu einem Nationalstaat unter dem Haus Savoyen 1861 wieder eingeführt. 1946 wurde die Monarchie als Staatsform per Referendum abgeschafft und durch eine Republik ersetzt.

## Rex Italiae
- 476–493 Odoaker

## Ostgotisches Königreich
- 493–526 Theoderich der Große, de facto seit 493, de jure seit 497
- 526–534 Athalarich
- 534–536 Theodahad
- 536–540 Witichis
- 540–541 Hildebad
- 541 Erarich
- 541–552 Totila
- 552 Teja

## Fränkische Könige von Italien
- 774–781 Karl I. der Große, in Personalunion (Karolinger)
- 781–810 Pippin, König
- 810–812 Karl I. der Große, in Personalunion (Karolinger) (2. Mal)
- 812–818 Bernhard, König
- 818–822 Ludwig I. der Fromme, in Personalunion
- 822–855 Lothar I., Kaiser
- 855–875 Ludwig II., als König, ab 855 Kaiser
- 875–877 Karl II., der Kahle, Kaiser in Personalunion
- 877–879 Karlmann, König
- 879–888 Karl III. der Dicke, Kaiser
- 888–889 Berengar I. (Unruochinger)
- 889–894 Wido von Spoleto, Kaiser (Widonen)
- 894–896 Lambert von Spoleto, Kaiser (Widonen)
- 896–899 Arnulf von Kärnten, Kaiser (Karolinger)
- 899–905 Ludwig III., der Blinde, ab 901 Kaiser (Buviniden)
- 905–924 Berengar I., ab 915 Kaiser
- 924–926 Rudolf II., König (Welfen)
- 926–945 Hugo I., König (Bosoniden)
- 945–950 Lothar II., König (Bosoniden)
- 950–961 Berengar II., König
  - 960–961 Adalbert, dessen Sohn, Mitkönig

## Königreich Italien im Heiligen Römischen Reich
- 951–973 Otto I., Kaiser (Liudolfinger) in Personalunion
- 973–983 Otto II., Kaiser (Liudolfinger) in Personalunion
- 983–1002 Otto III., Kaiser (Liudolfinger) in Personalunion
- 1002–1004 Arduin von Ivrea, letzter „einheimischer“ König von Italien bis 1861
- 1004–1024 Heinrich II., Kaiser (Liudolfinger) in Personalunion
- 1027–1039 Konrad II., Kaiser (Salier) in Personalunion
- 1046–1056 Heinrich III., Kaiser (Salier)
- 1084–1105 Heinrich IV., Kaiser (Salier)
- 1093–1098 Konrad (III.), Mitkönig des Vaters (Salier)
- 1111–1125 Heinrich V., Kaiser (Salier)
- 1128–1135 Konrad III., römisch-deutscher König (Staufer)
- 1154–1190 Friedrich I., Kaiser (Staufer)
- 1191–1197 Heinrich VI., Kaiser (Staufer)
- 1208–1212 Otto IV., Kaiser (Welfen)
- 1311–1313 Heinrich VII., Kaiser (Luxemburger)
- 1327–1347 Ludwig IV., Kaiser (Wittelsbacher)
- 1355–1378 Karl IV., Kaiser (Luxemburger)
- 1378–1400 Wenzel, römisch-deutscher König (Luxemburger)
- 1410–1437 Sigismund, römisch-deutscher König (Luxemburger)
- 1437–1439 Albrecht II., römisch-deutscher König (Habsburger)
- 1452–1493 Friedrich III., Kaiser (Habsburger)
- 1519–1556 Karl V., Kaiser (Habsburger), wurde 1530 in Bologna als letzter Kaiser zum König von Italien gekrönt.

## Königreich Italien (1805–1814)
| Name               | Lebensdaten | Beginn der Amtszeit | Ende der Amtszeit |
| ------------------ | ----------- | ------------------- | ----------------- |
| Napoleon Bonaparte | 1769–1821   | 17. März 1805       | 25. Mai 1814      |

## Königreich Italien (1861–1946)
| Name                | Lebensdaten | Beginn der Amtszeit | Ende der Amtszeit |
| ------------------- | ----------- | ------------------- | ----------------- |
| Viktor Emanuel II.  | 1820–1878   | 17. März 1861       | 9. Januar 1878    |
| Umberto I.          | 1844–1900   | 9. Januar 1878      | 29. Juli 1900     |
| Viktor Emanuel III. | 1869–1947   | 29. Juli 1900       | 9. Mai 1946       |
| Umberto II.         | 1904–1983   | 9. Mai 1946         | 18. Juni 1946     |